# Johann Wilhelm Baumeister

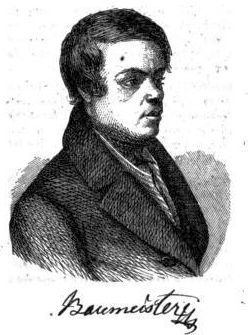
Johann Wilhelm Baumeister.

Johann Wilhelm Baumeister, född den 27 april 1804 i Schwäbisch Gmünd, död den 4 februari 1846 i Stuttgart, var en tysk veterinär. Han var son till teckningsläraren Johann Sebald Baumeister.
Baumeister, som var professor vid veterinärskolan i Stuttgart, skrev flera arbeten, i synnerhet om husdjursskötsel, försedda med illustrationer efter hans egna teckningar.